# Manuele Blasi
Manuele Blasi (Civitavecchia, 17 augustus 1980) is een voormalig profvoetballer uit Italië, die bij voorkeur als middenvelder speelde. Hij kwam onder meer uit voor AS Roma, US Lecce, ACF Fiorentina en Napoli.
Blasi speelde in totaal acht interlands voor zijn vaderland Italië. Onder leiding van bondscoach Marcello Lippi maakte hij zijn debuut op 18 augustus 2004 in de vriendschappelijke uitwedstrijd tegen IJsland (2-0) in Reykjavík, net als aanvaller Luca Toni. Hij viel in dat duel na 45 minuten in voor Sergio Volpi.